# Ёль 1-й
Ёль 1-й (в низовье Ёль; устар. Первый Иоль, Иоль, Июль) — река в России, протекает по Ленскому району Архангельской области. Устье реки находится в 5 км по правому берегу реки Гижег. Длина реки составляет 15 км. Берёт начало из болота Леоново.
В 3 км от устья, по правому берегу реки впадает река Ёль 2-й.

## Данные водного реестра
По данным государственного водного реестра России относится к Двинско-Печорскому бассейновому округу, водохозяйственный участок реки — Вычегда от города Сыктывкар и до устья, речной подбассейн реки — Вычегда. Речной бассейн реки — Северная Двина.
Код объекта в государственном водном реестре — 03020200212103000023894.